# The Path of Misery

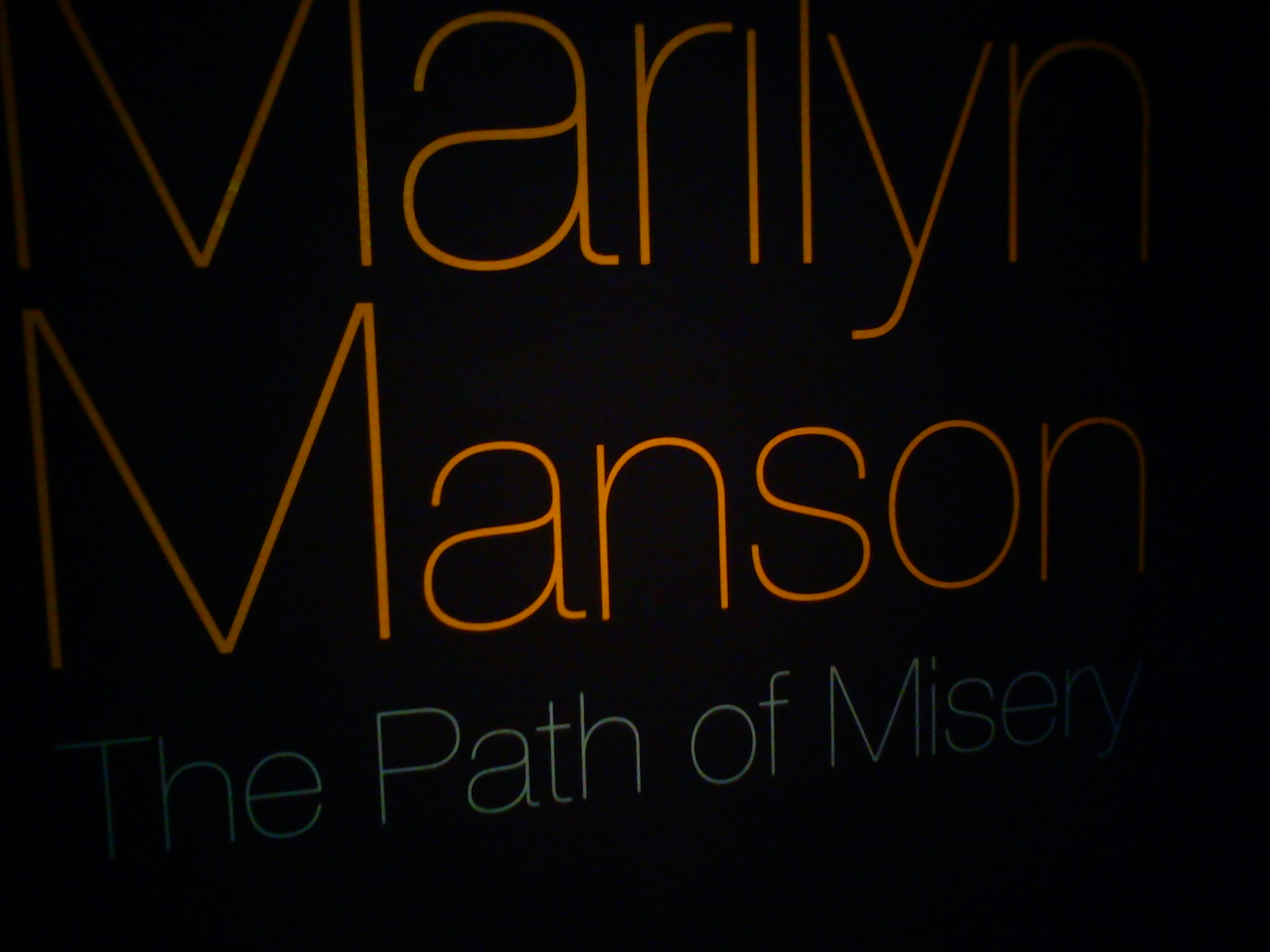
Entrada y vista principal a la exposición

The Path of Misery es una exposición artística del cantante y pintor Marilyn Manson. La cual mostró parte de su carrera como pintor con obras creadas desde 1998, Aunque se habló de que la exposición también llegaría a otros países de Latinoamérica como Argentina y Chile, el proyecto solo se llevó a cabo en el museo Antiguo Colegio de San Ildefonso, ubicado en México, Distrito Federal, Según el cantante, la variación de las acuarelas expuestas, representan la miseria en la que caminamos en la vida.

## Exposición

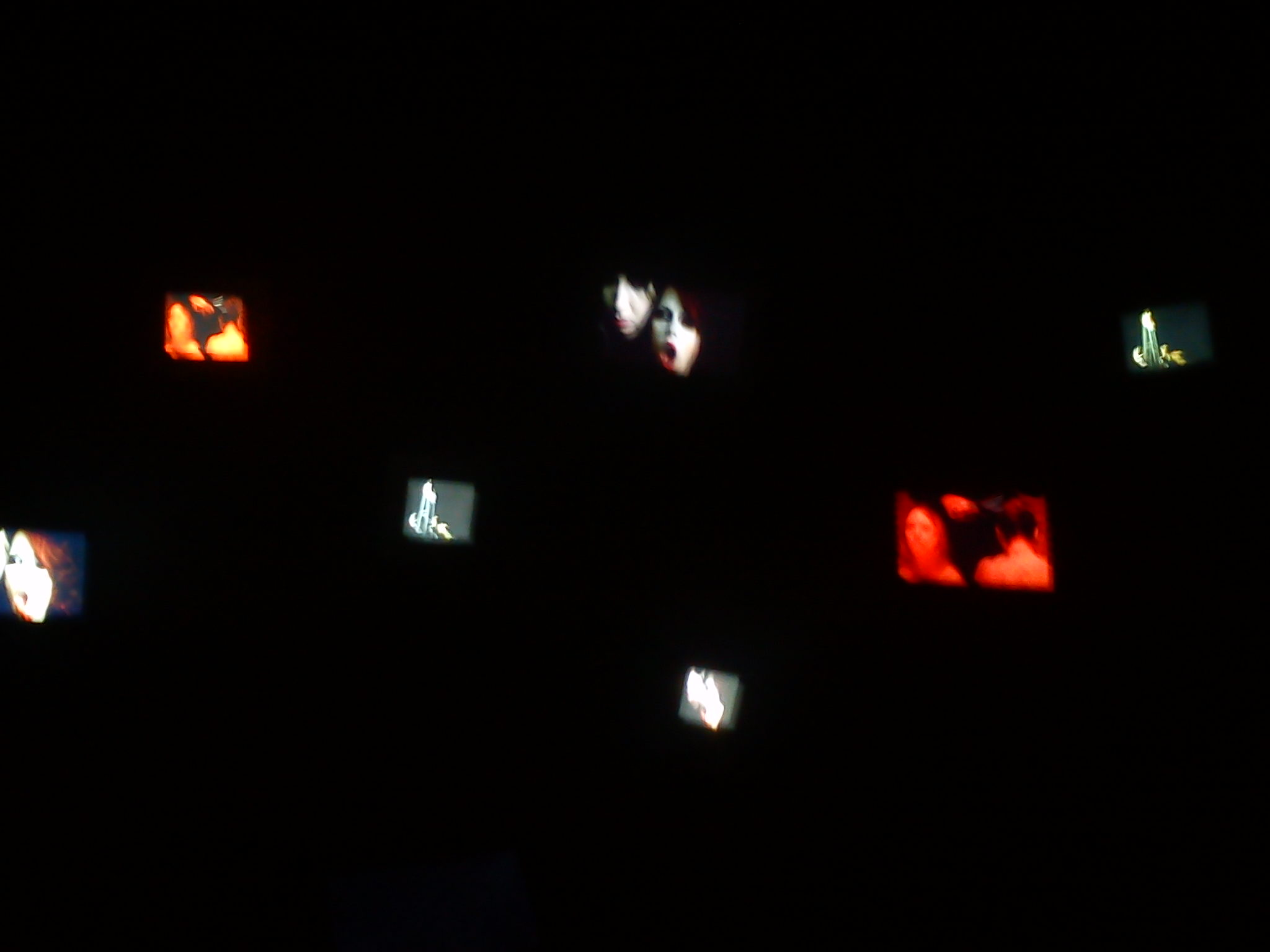
La Exposición Visual con el tema Overneath the Path of Misery

Todo esto se llevó a cabo mediante treinta pinturas expandidas en cuatro habitaciones, una sala de exposición visual con siete pantallas pequeñas reproduciendo desordenadamente el vídeo Born Villain Trailer con el tema Overneath the Path of Misery y una pantalla de plasma con reproducción fotográfica. Cabe destacar que el proyecto fue llevado a México por 212 Productions.

## Historia
Las obras presentadas describían la miseria de este mundo, representando un camino de desgracia, Para esto Manson declaró en una exposición dada para los medios mexicanos, Me invitaron, iba traer mis pinturas de Drogas pero al ver la temática del museo traje estas. Manson también dijo unas palabras más congruentes para una conferencia de prensa exclusiva “Cuando tienes esta especie de tortura en tu alma, si puedes expresarla y dejarla salir, siempre va a ser algo que te haga sentir mejor, te hace sentir como persona. Cuando no he podido hacer una canción o hacer una pintura, es cuando me he sentido torturado. Pero cuando hago arte no. Me siento muy satisfecho”. La exposición también fue el segundo lugar donde se dio la premier del primer vídeo de Born Villain, siendo VIP Silent Movie la primera.

## Música
Su tema principal y único fue Overneath the Path of Misery, sencillo/DVD promocional del álbum Born Villain, el título del tema fue rebelado en una conferencia de prensa en México, siendo así el primer tema filtrado del álbum.

## Lugares de exposición
| País   | Fecha de Inicio | Fecha Final  | Años        | Museo                            |
| ------ | --------------- | ------------ | ----------- | -------------------------------- |
| México | 5 de noviembre  | 5 de febrero | 2011 - 2012 | Antiguo Colegio de San Ildefonso |